# 주유천하
"주유천하"는 1962년 공개된 대한민국의 영화이다.

## 배역
- 신영균 : 양녕대군 역
- 최남현
- 방수일
- 김운하 : 충녕대군 역
- 도금봉 : 농옥 역
- 김혜정
- 전계현
- 구봉서
- 이대엽
- 김희갑
- 조미령
- 김신재
- 방성자
- 주선태
- 양훈
- 양석천
- 변기종
- 최성호
- 남춘역
- 김칠성
- 정철
- 이성일
- 백송
- 유춘
- 박병기
- 석귀녀